# Pseudotorymus amuthae
Pseudotorymus amuthae är en stekelart som beskrevs av T.C. Narendran 1994. Pseudotorymus amuthae ingår i släktet Pseudotorymus och familjen gallglanssteklar. Inga underarter finns listade i Catalogue of Life.